# Pierre Coudray

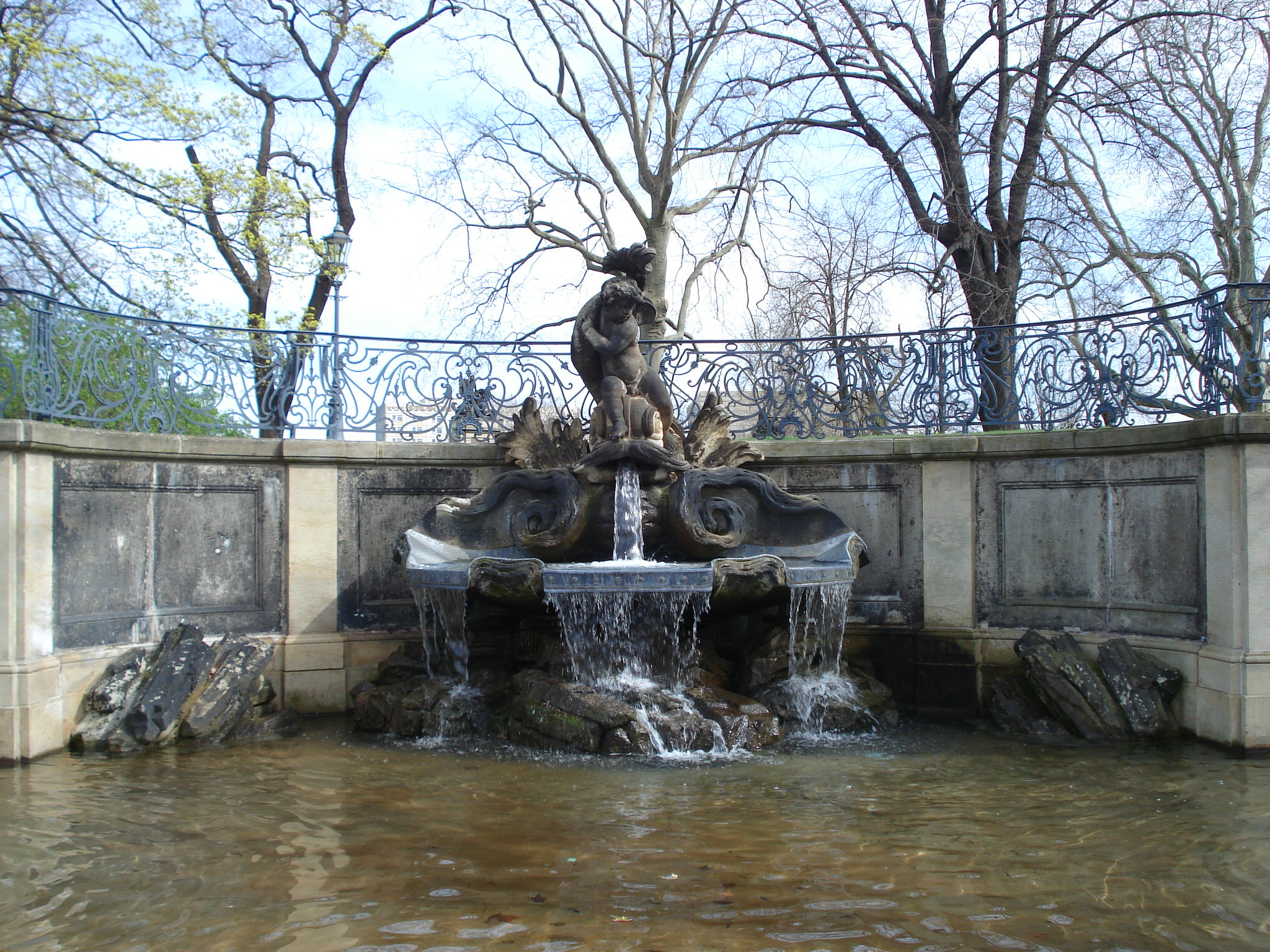
Fontanna delfinów na tarasie Brühla autorstwa Pierre’a Coudraya

Pierre Coudray (ur. 1713 w Paryżu, zm. 2 października 1770 w Dreźnie ) — francuski rzeźbiarz, przedstawiciel stylu okresu rokoko.
Pierre Coudray pracował głównie w Dreźnie. Tworzył także w Polsce. W Saksonii pracował głównie dla dworu hrabiego Heinricha von Brühl, premiera rządu saskiego i ministra króla polskiego Augusta III. W zamku Brühla w Altdöbern koło Cottbus miał w 1749 r. wykonać stiuki i dekorację snycerską.  Gustav Wustmann wspomina go z działalności w Lipsku. Wykonywał także prace na zlecenie prywatnych gospodarstw domowych. Cornelius Gurlitt wspomina dwie nieistniejące już figury z piaskowca Pomony i Vertumnusa autorstwa Coudraya na bramie w Lipsku przy Johannisgasse 6, które powstały około 1780 roku. 
Jego ojciec François (1678–1727) był także rzeźbiarzem. Z kolei jego wnuk Clemens Wenzeslaus Coudray był starszym urzędnikiem budowlanym i architektem w Saksonii-Weimarze-Eisenach. Od 1715 roku jego ojciec był w tym mieście rzeźbiarzem nadwornym Augusta II. 

## Wybrane prace

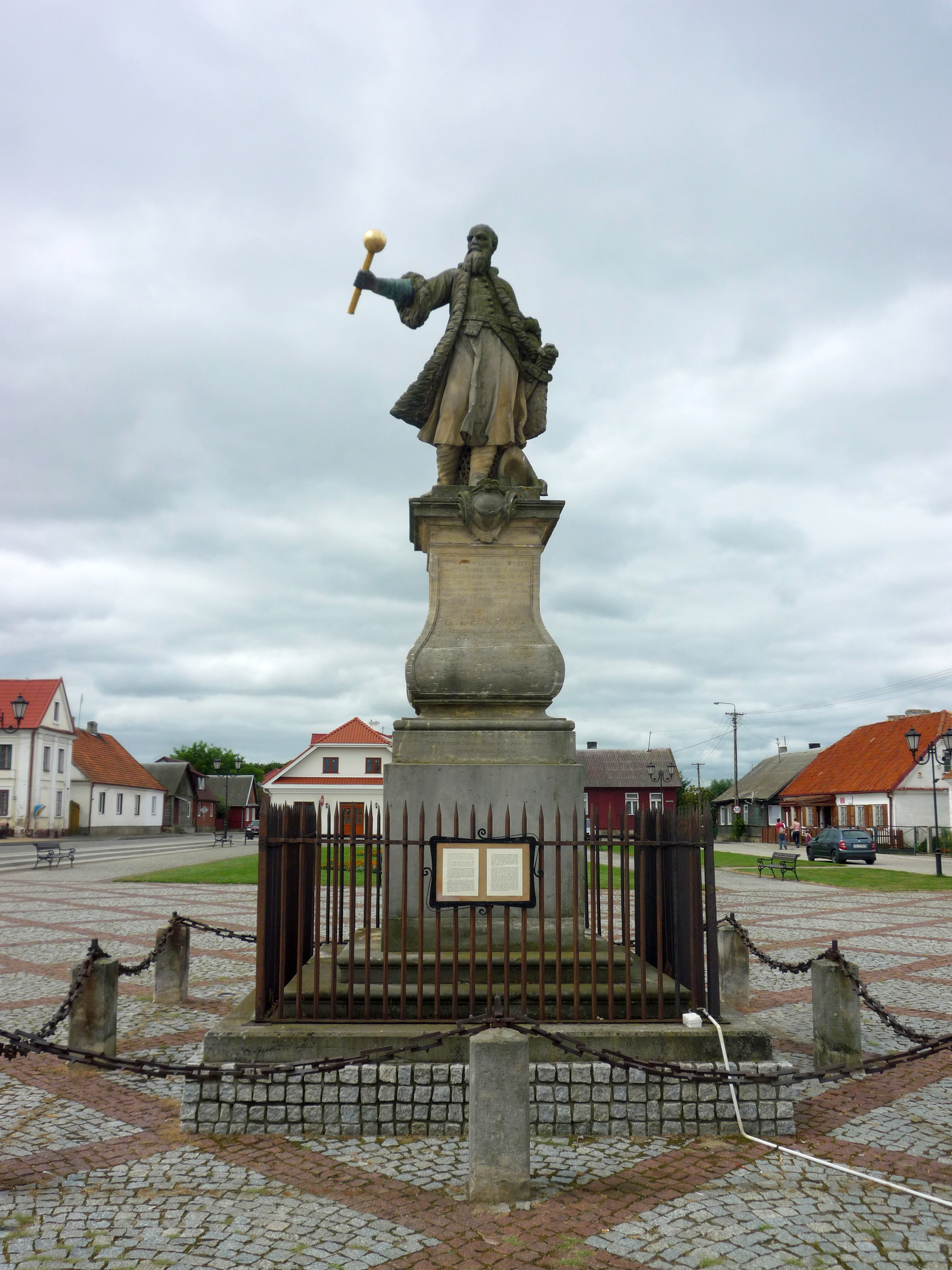
Pomnik hetmana Stefana Czarnieckiego na rynku w Tykocinie

- Popiersie Madonny 1748, Zbiory Sztuki w Wiedniu
- Fontanna delfinów na tarasie Brühla / w ogrodzie Brühla 1749
- Katolicki Kościół Dworski - front organowy z J. Hacklem 1754
- biżuteria plastikowa z Gewandhaus 1770
- Popiersie króla Stanisława Augusta Poniatowskiego ze zbiorów Zamku Królewskiego na Wawelu[7]
- posąg hetmana Stefana Czarneckiego w Tykocinie[4]
- Figura św. Jana Nepomucena w Radomiu[8]